# Colodon
Colodon és un gènere extint de mamífers perissodàctils de la família dels tapírids que visqueren a Àsia i Nord-amèrica des de l'Eocè mitjà fins a l'Oligocè superior, fa entre 23 i 46,2 milions d'anys. Se n'han trobat restes fòssils al Canadà, Corea del Nord, els Estats Units, Geòrgia, el Kazakhstan, Mongòlia i la Xina. Era un dels últims tapírids sense probòscide. En les seves dents ja es poden observar les adaptacions a la dieta folívora que encara segueixen els tapiroïdeus moderns. El nom genèric Colodon significa ‘dent truncada’.